# Lê Thanh Thúy (vận động viên)
Lê Thanh Thuý (sinh ngày 23 tháng 5 năm 1995) là cầu thủ bóng chuyền Việt Nam. Cô hiện đang thi đấu cho Câu lạc bộ bóng chuyền Ninh Bình Doveco và Đội tuyển bóng chuyền nữ quốc gia Việt Nam.
Ngoài sở trường chơi phụ công với khả năng di chuyển linh hoạt, những pha đánh nhanh hiệu quả, Thúy còn có một đặc điểm lợi hại khác là chơi tốt ở cả vị trí chủ công.

## Danh hiệu
Cá nhân
- Miss Volleyball VTV CUP Bình Điền 2014
- Miss Volleyball VTV Cup 2014.
- Miss Volleyball Bông lúa vàng 2013
- Phụ công xuất sắc nhất VTV Cup 2016
- Phụ công xuất sắc nhất AVC National Cup 2024
- Phụ công xuất sắc nhất VTV Cup 2023

Tập thể
- Vô địch VTV Cup 2014
- Á Quân Sea Games 28 năm 2015
- Giải nhì Đại hội thể thao ĐNA 2015
- Hạng 5 giải vô địch nữ Châu Á 2015 , 2017
- Giải ba Đại hội thể thao ĐNA 2017
- Giải nhì giải bóng chuyền quốc gia PV GAS 2015 , 2019
- Giải ba bóng chuyền quốc gia PV GAS 2013 , 2014 , 2017 , 2018 , 2024
- Giải nhì VTV Cup 2016
- Vô địch VTV Bình Điền 2016
- Vô địch giải bóng chuyền quốc gia PV GAS 2016 , 2023
- Giải nhì VTV Cup 2023( ĐTVN 2)
- Á quân SEA V.Leauge 2023
- Á quân V.Leauge 2024
- Giải ba Cúp Thách Thức FIVB 2024
- Vô địch cúp Hoa Lư 2024 , 2025.
- Giải nhì bóng chuyền vô địch các CLB Châu Á
- Vô địch cúp Hùng Vương 2016 , 2017 2025
- Giải nhì cúp Hùng Vương 2019 , 2023 , 2024
- Vô địch AVC National Cup 2024 , 2025